# 荒地乡 (喀什市)
荒地乡，是中华人民共和国新疆维吾尔自治区喀什地区喀什市下辖的一个乡镇级行政单位。

## 行政区划
荒地乡下辖以下地区：
莫尔吐木村、托万克莫尔吐木村、索盖塔格村、艾日克博依村、库普丁麻扎村、萨依巴格村、园艺村和库木巴格村。